# Сан-Дидеро
Сан-Дидеро (итал. San Didero) — коммуна в Италии, располагается в регионе Пьемонт, в провинции Турин.
Население составляет 414 человек (2008 г.), плотность населения составляет 126 чел./км². Занимает площадь 3 км². Почтовый индекс — 10050. Телефонный код — 011.
Покровителем коммуны почитается святой Дезидерий, празднование 23 мая.

## Демография
Динамика населения:

## Администрация коммуны
- Официальный сайт: http://www.comune.sandidero.to.it/